# 沈可尚
沈可尚（1972年2月3日—），是名臺灣電影導演，曾任台北電影節總監、國立臺灣師範大學民族音樂研究所兼任助理教授級專技人員。

## 生平
1999年，畢業於國立臺灣藝術大學電影學系導演組。
處女作《與山》，獲第36屆金馬獎最佳短片。
曾入選李安與李崗的「推手計劃」。
2013年，以紀錄片《築巢人》取得臺北市電影節百萬首獎。
2016年9月沈可尚出任台北電影節總監，策劃第19、20屆台北電影節。2018年9月，沈可尚卸任台北電影節總監，資深電影人李亞梅接任總監。

## 作品

### 劇情短片
- 1995年 《一桌之隔》（導演、編劇）
- 1996年 《沒有陽光的地下社會》（導演、編劇）
- 1997年 《阿ㄅㄧㄤˋ說話》（導演、編劇、剪接、配樂）
- 1998年 公視「我十七歲系列」《游向大海的淡水魚》（導演、編劇）
- 1999年 《與山》（導演、編劇、剪接）
- 2000年 《向日葵的聲音》
- 2010年 《茱麗葉》-〈兩個茱麗葉〉
- 2011年 《10+10》-〈到站停車〉
- 2014年 《昨日的記憶》-〈通電〉
- 2015年 《閱讀時光-世紀末的華麗》 (中華民國文化部)[7]

### 劇情長片
- 2025年 《深度安靜》

### 紀錄短片
- 2000年 流離島影系列：北方三島《噤聲三角》《噤聲三角》（導演、編劇、攝影、錄音、剪接）
- 2008年 《小城》

### 紀錄長片
- 2005年 《賽鴿風雲》
- 2009年 《野球孩子》
- 2011年 《遙遠星球的孩子》
- 2013年 《築巢人》
- 2015年 《來得及說再見-日日喃喃》
- 2018年 《幸福定格》[8]
- 2024年 《客人主人》

## 外部連結
- 沈可尚在时光网上的簡介（简体中文）
- 沈可尚在互联网电影资料库（IMDb）上的資料（英文）